# Formosa do Oeste
Formosa do Oeste là một đô thị thuộc bang Paraná, Brasil. Đô thị này có diện tích 275,712 km², dân số năm 2007 là 7581 người, mật độ 23,8 người/km².